# Проспект Райымбека (Алма-Ата)
Проспект Райымбека (каз. Райымбек батыр даңғылы; бывш. Ташкентская и 50-летия Октября) — одна из основных транспортных артерий Алма-Аты. Проходит в направлении запад-восток через весь город.
Проспект проходит по 6 (из 8) районам города — Наурызбайскому, Алатаускому, Ауэзовскому, Алмалинскому, Жетысускому и Медеускому, примерно от торгового центра «Апорт» (находящегося в западном направлении по проспекту Райымбека) до речки Малая Алматинка (переливаясь в улицу Татибекова) с запада на восток.
Трафик 54 000 машин  за сутки (2022 г.) .

## История
Изначально до октября 1967 года именовалась на всем своем протяжении улицей Ташкентской, позже в 1967 году частично переименована в проспект в честь 50-летия Октября лишь в промежутке от ул. Пушкина до ул. Аэродромной (4650 м), на всем остальном пути именовалась Ташкентской улицей (7800 м). В 1992 году была переименована в честь казахского батыра XVIII века Райымбека. Его усыпальница (являющаяся одним из мест паломничества) находится также на этом проспекте.
Гораздо более раннее название улицы — Ташкентская аллея, впервые это название появилось на генпланах Верного 1858 года.
В начале 2000-х на некоторых пересечениях проспекта были возведены дорожные развязки. Развязка на проспектах Райымбека/Розыбакиева сдана в эксплуатацию в начале июля 2008 года.

## Общественный транспорт
Вдоль проспекта проходит выделенная автобусная линия от автовокзала Саяхат и практически до рынка «Алтын Орда».
На разделительной полосе — от улицы А.Розыбакиева до ТРЦ "Maxima" есть велодорожка.

## Галерея
- Усыпальница Райымбек батыра на проспекте.
- Проспект Райымбек батыра (на снимке — слева направо), угол улицы Емцова. Видна река Большая Алматинка
- Развязка на пересечении Райымбек батыра с улицей Розыбакиева
- Памятник Райымбеку Батыру